# Amphibolus smreczinskii
Amphibolus smreczinskii är en djurart som tillhör fylumet trögkrypare, och som först beskrevs av Barbara Wêglarska 1970.  Amphibolus smreczinskii ingår i släktet Amphibolus och familjen Eohypsibiidae. Inga underarter finns listade i Catalogue of Life.